# 小野健吉
小野 健吉（おの けんきち、1955年 - ）は、日本の庭園学者。専門は日本庭園史。大阪観光大学観光学部教授。
奈良文化財研究所副所長、和歌山大学観光学部教授を歴任した。

## 経歴
和歌山県生まれ。1978年京都大学農学部林学科卒業、東京都建設局主事。1982年京都市文化観光局文化財保護技師、1987年奈良国立文化財研究所研究員、1992年主任研究官、1998年「京都を中心にした近代日本庭園の研究」で京大農学博士。2001年奈良文化財研究所主任研究官、2003年京都大学大学院人間・環境学研究科客員助教授、2009年客員教授。2004年文化庁主任文化財調査官。2009年奈良文化財研究所文化遺産部長、2013年奈良文化財研究所副所長、2016年4月和歌山大学観光学部教授。2021年3月、退官し、同4月、大阪観光大学観光学部教授。

## 著書
- 『岩波日本庭園辞典』岩波書店 2004
- 『日本庭園 空間の美の歴史』岩波新書 2009
- 『日本庭園の歴史と文化』吉川弘文館 2015

## 論文
- CiNii>小野健吉